# دهن قلعة (درونة)
دهن قلعة (بالفارسية: دهن‌قلعه) هي قرية تقع في إيران في قسم درونة الريفي. يقدر عدد سكانها بـ 16 نسمة .